# Dalfsen
Dalfsen este o comună și o localitate în provincia Overijssel, Țările de Jos. 

## Localități componente
Ankum, Dalfsen, Dalfserveld, Dalmsholte, De Marshoek, De Meele, Emmen, Gerner, Hessum, Hoonhorst, Lemelerveld, Lenthe, Leusenerveld, Nieuwleusen, Oudleusen, Oudleusenerveld, Rechteren, Strenkhaar, Welsum.